# Djeyhoun Baïramov
Pour les articles homonymes, voir Baïramov.
Djeyhoun Baïramov (en azéri : Ceyhun Bayramov), né le 25 juin 1973 à Bakou, est un homme politique azerbaïdjanais. Il est ministre des Affaires étrangères depuis juillet 2020.

## Biographie
Après ses études secondaires, Djeyhoun Baïramov entre à la faculté d'économie de l'université d'État d'économie d'Azerbaïdjan. Il poursuit ensuite ses études à la faculté de droit de l'université d'Azerbaïdjan.
Djeyhoun Baïramov est ministre de l'Éducation entre le 23 avril 2018 et le 16 juillet 2020. Le 16 juillet 2020, il est nommé ministre des Affaires étrangères. Il est perçu comme un homme de confiance de la vice-présidente et Première dame Mehriban Aliyeva.